# Cellers (Torá)
Cellers es una localidad española del municipio de Torá, perteneciente a la provincia de Lérida, en la comunidad autónoma de Cataluña.

## Toponimia
El nombre del lugar puede encontrarse referido con las variantes Cellés, Selles y Cellers.

## Historia
Hacia mediados del siglo XIX, el lugar, por entonces con ayuntamiento propio, tenía contabilizada una población de 48 habitantes. Aparece descrito en el sexto volumen del Diccionario geográfico-estadístico-histórico de España y sus posesiones de Ultramar de Pascual Madoz de la siguiente manera:

CELLÉS ó SELLES: l. con ayunt. en la prov. de Lérida (13 1/4 leg.), part. jud. y dióc. de Solsona (3 1/4), aud. terr. y c. g. de Cataluña (Barcelona 13 1/4): sit. á la márg. izq. de un torrente, en el valle de su mismo nombre, y en un punto algo elevado: le combaten principalmente los vientos de E. y O.; y el clima, aunque frio, es saludable, no conociéndose otras enfermedades ordinariamente que las catarrales. Tiene 11 casas, entre las cuales se ve una grande de piedra labrada en la parte mas alta del l., propia del señor que fué de este pueblo: hay una fuente inmediata á estas, de la que se surten los vec. para sus usos; la igl. parr. (San Martin), está servida por un cura párr. de nombramiento del cabildo cated. de Solsona; tiene aneja la igl. de San Cerni, cas. dependiente del pueblo de Llanera, á 1 1 2 hora de la matriz: este curato es de los mas miserables de la dióc., y el que lo obtiene suele ascender in sede vacante, cuando el cabildo reasume la jurisd. del ob. El térm. se estiende de N. á S. 1 1/4 hora, y de E. á O. 1 1/2: confinando N. con Fontanet; E. Pinós; S. Castellfullit (prov. de Barcelona), y O. con el térm. de Torá; se encuentran en él varias fuentes casi insignificantes por su escasez, y al estremo S. del mismo se halla una cruz de piedra muy alta, conocida vulgarmente por la Cruz de la Embestida, en memoria, segun tradicionalmente se cuenta, de un arreciado ataque que los cristianos dieron contra los moros: hay tambien un santuario de mucha devocion, contiguo á la casa del cura á 1/2 hora y en direccion S. del pueblo, en el cual se veneran los cuerpos de los Santos Celedonio y Emetcrio, conservándose algunas reliquias depositadas en una pequeña urna de plata: al O. se halla otra igl. bajo la advocacion de San Podro, sit. en el valle de Figuerola, la cual es aneja de la matriz de Fontanet, dist. 1/2 hora; y la forman la masia llamada de Figuerola y 2 ó 3 mas pertenecientes no obstante al pueblo de Cellés. El terreno es escabroso, secano y de mala calidad. Los caminos son de travesia y malos. El correo lo reciben de la carteria de Torá los mismos interesados. prod.: centeno, cebada, avena, bellotas, un poco de aceite y de vino malo; la mayor cosecha es la del centeno, aunque de poca consideracion: se cria ganado lanar y cabrio, y hay caza de abundantes conejos y perdices. pobl.: 8 vec., 48 alm. cap. imp.: 900 rs. contr.: el 14,28 p.00 de esta riqueza. presupuesto municipal: 600 reales, que se cubren por reparto vecinal, de los cuales se pagan 230 al secretario del ayunt.
(Madoz, 1847, p. 305)

En la actualidad pertenece al municipio de Torá. En 2022, la entidad singular de población tenía empadronados 28 habitantes y el núcleo de población 9 habitantes.

## Patrimonio
En el lugar hay una iglesia bajo la advocación de San Martín.